# Schulen der Brede
Die Bündelschule Schulen der Brede, abgekürzt Brede, in Brakel ist eine staatlich anerkannte, kirchliche Privatschule in katholischer Trägerschaft. Sie vereinigt die zwei Schulformen Gymnasium und Realschule unter einem Dach.
Schulträger ist die Stiftung Schulen der Brede des Erzbistums Paderborn. Es werden ebenfalls Schüler anderer christlicher Konfessionen, anderer Religionen sowie konfessionslose Schüler aufgenommen.
Bis zum Jahr 1975 waren die Schulen der Brede reine Mädchenschulen, ab 1976 wurden ebenfalls Jungen zugelassen.
Die Schulen der Brede haben mehrere Auszeichnungen erhalten. Dazu zählen das Siegel Berufswahl- und ausbildungsfreundliche Schule sowie das Gütesiegel individuelle Förderung. Die Schule hat das Label Europaschule in Nordrhein-Westfalen zuerkannt bekommen, bietet das CertiLingua Excellencelabel an, ist Partnerschule des Deutschen Fußball-Bundes, nimmt am Comenius-Programm teil und ist Mitglied im größten Schulnetzwerk Deutschlands, Schule ohne Rassismus – Schule mit Courage.

## Geschichte

### Ursprung im Kloster
Die historische Entwicklung der Bündelschule Schulen der Brede hängt eng mit der Geschichte des Klosters Mariae Opferungsthal auf der Brede zusammen. Dennoch kann der Entwicklungsprozess ab der Gründung des St. Annen-Hospitals im Jahr 1832 unabhängig von dem des Klosters betrachtet werden.
Bereits vor der Gründung des St. Annen-Hospitals hat im Kloster, das 1483 gestiftet wurde, Unterricht in verschiedenen Formen stattgefunden. Nachdem im Zuge des Dreißigjährigen Krieges vermutlich um das Jahr 1648 große Teile der Klostergebäude durch einen Brand zerstört worden waren, erweiterte sich der Aufgabenkreis des Bredenklosters. In der Stiftungsurkunde und in den Statuten des Klosters war zunächst nur die Rede von Handarbeit. Nicht vorgesehen war die Aufnahme fremder Personen in die engere Gemeinschaft mit dem Konvent. Darüber hinaus nahmen die Schwestern dann auch Mädchen zur Erziehung und zum Unterricht in den weiblichen Handarbeiten auf. Den wissenschaftlichen Unterricht hielt allerdings ein Lehrer aus der Stadt ab.
Das Kloster fiel wie alle Klöster, die die Reformation und den Dreißigjährigen Krieg überstanden, der Säkularisation zum Opfer. Am 20. Dezember 1810 fand sich Kommissar Stahlknecht auf der Brede ein, um die Aufhebung vorzunehmen.

### St. Annen-Hospital
Als Käufer des Gebäudekomplexes fand sich am 4. Januar 1812 Graf Hermann-Werner von Bocholtz-Asseburg, dessen Vorfahren das Kloster gestiftet hatten. Seine Absicht war es, das asseburgische Hauskloster „zu Zwecken zu bestimmen, welche denen der frommen Stifter derselben möglichst nahem kommen sollten.“ Bocholtz-Asseburg entschied sich, die alten Klostergebäude für eine wohltätige Anstalt auf der Brede zu nutzen, um das harte Los der Waisenkinder zu lindern. Richtungsweisend war vermutlich das Hospital und Waisenhaus, das in Koblenz durch den Stadtrat Josef Dietz unter Mitwirkung von Clemens Brentano ins Leben gerufen wurde.
Der Graf rief 1832 die Anstalt ins Leben, der er den Namen St. Annen-Hospital gab. Zu dieser gehören ein Waisenhaus und eine Waisenhausschule, die ab dem 8. Oktober 1846 auch behördlich anerkannt wurden. Die Leitung übertrug er seiner Schwägerin, der ehemaligen Stiftsdame von Geseke, Ludowine von Haxthausen, Stieftante von Annette von Droste-Hülshoff.
Das St. Annen-Hospital begann mit zwölf Mädchen und zwei Alten (Domina Odilia Möller und Monica Fißbon). Im Laufe der Zeit wuchs die Zahl der Mädchen, die Waisen sind. Infolgedessen machte sich das Hospital die Erziehung und Ausbildung dieser Mädchen zur Aufgabe. Die 60 Kinder, die die Bredenschule besuchten, genossen nicht nur kostenlosen Unterricht, auch Lehr- und Lernmittel wurden ihnen frei zur Verfügung gestellt.
Um die finanziellen Engpässe in St. Anna möglichst rasch zu beenden, gab es Überlegungen zwischen dem Grafen und Pastor Bruns aus Brakel, das Waisenhaus an die Barmherzigen Schwestern aus Paderborn zu übergeben. Mit den Bedingungen, die der Orden stellte, war der Graf wahrscheinlich nicht ganz einverstanden. Er wollte diese Lösung höchstens als Übergang gelten lassen.
In diesem Zusammenhang entstand im Jahr 1847 der Entwurf einer Stiftungsurkunde. In elf Paragraphen regelte die Urkunde das Verhältnis der Stiftung zum Hause Hinnenburg, zur Kirche und zum Staat. Als Zweck der Anstalt nennt sie die „christkatholische Erziehung, Unterricht und Pflege der Waisenkinder“, die so erzogen werden sollten, „dass sie ihren Lebensunterhalt im Handwerkerstande oder in der dienenden Klasse zu erwerben imstande wären und ein christliches Leben zu führen vermöchten.“ Dem Bischof in Paderborn wurde die Oberaufsicht über die Stiftung zugesprochen, er war im Besitz aller Rechte bezüglich der Stiftung und des dazugehörigen Vermögens. Die enge Bindung an die kirchliche Oberhoheit sollte gegen jede Einmischung weltlicher Behörden in die Verwaltungsangelegenheiten Sicherheit gewähren. Es war der Wille des Grafen, „dass der zeitige Besitzer der Hinnenburg und der Bischof von Paderborn die Stiftung alleine zu verwalten und zu beaufsichtigen haben sollten und zwar mit gänzlicher Ausschließung aller Staatsbehörden.“

### Übernahme durch die Armen Schulschwestern v. U. L. Fr.
Im Oktober 1849 besuchte auf Einladung des Grafen zu Hinnenburg Karolina Gerhardinger die Brede. Sie war Gründerin der Kongregation der Armen Schulschwestern von Unserer Lieben Frau, die die Stiftung Brede anvertraut bekommen sollte. Am 2. Mai 1850 kamen die ersten drei Schulschwestern zur Brede und übernahmen das Waisenhaus und die Freischule.
Bald wurde ein Internat für Mädchen aus bürgerlichen Familien eingerichtet. In mehrmaligen Revisionen durch die damalige staatliche Schulaufsicht wurde das Erziehungskonzept der ganzheitlichen Bildung und seiner Umsetzung an der Brede gewürdigt. Die gesamte Mädchenbildung und ein Teil der Jungenbildung der Stadt Brakel lagen seit 1860 in den Händen der Schulschwestern. 1871 wurden 197 Mädchen und 54 Jungen von den Ordenslehrerinnen unterrichtet.

### Erste Blütezeit nach dem Kulturkampf
Zur Zeit des Kulturkampfes musste im Jahr 1872 die städtische Schule in weltliche Hände gelegt werden, denn den Orden blieb zunächst der Unterricht an öffentlichen Volksschulen versagt. Durch das Handeln des Grafen und des damaligen Bürgermeisters, blieben das Waisenhaus und die Freischule bestehen. Zeitweise befanden sich die Bildungseinrichtungen jedoch nicht unter kirchlicher Leitung. Das Kloster blieb während des Kulturkampfes unter der Oberin Schwester Hedwig, einer Schwester des Grafen, erhalten.
Die Schwestern bauten den veränderten Zeitverhältnissen entsprechend, eine Haushaltungsschule, eine höhere Schule und eine Lehrerinnenbildungsanstalt aus. Die höhere Schule begann mit einer Ergänzungsklasse, der sogenannten Selecta. Begabte Mädchen, die die achtjährige Volksschule in Brakel besucht hatten, wurden dort aufgenommen. Immer mehr jüngere Jahrgänge kamen im Laufe der Zeit hinzu, sodass eine Art Lyzeum und Oberlyzeum entstand. So entwickelte sich langsam aber stetig das Gymnasium für Mädchen und Jungen.  Auf Bitten der Stadt Brakel entstand im Jahr 1893 eine Bewahranstalt, aus der der heutige Bredenkindergarten hervorging. Er ist der älteste Kindergarten im Kreis Höxter.
An der um die Jahrhundertwende aufblühenden Lehrerinnenbildungsanstalt konnten Absolventinnen des Oberlyzeums ihre Ausbildung als Lehrerin an Volks-, Mittel- und höheren Schulen erhalten und ihre erste Lehrerinnenprüfung ablegen. Für die Seminaristinnen war die Waisenhausschule die geeignete Übungsstätte. Als solche wurde sie in ihren Leistungen so gefördert, dass ab 1912 Brakeler Schülerinnen sie als Vorstufe für das Lyzeum besuchten.

### Öffnung für Jungen und neue Schulzweige
Nach einer zeitweiligen Schließung der Schulen zur Zeit der nationalistischen Diktatur nahmen die Schulschwestern am 1. Februar 1946 die schulische Arbeit wieder auf.
Das Gymnasium wurde ab dem Jahr 1976 schließlich für Mädchen und Jungen geöffnet. Es zeigte sich eine Entwicklung über eine einfache Handelsschule, eine Höhere Handelsschule zu einem Berufskolleg mit mehreren Bildungsgängen. Die erste Klasse der Handelsschule begann im Jahr 1927. Ab 1947 wurden Jungen aufgenommen, der Bildungsgang wurde im Jahr 1993 schließlich wieder aufgegeben. Es erfolgte im Jahr 1997 die Genehmigung für das Wirtschaftsgymnasium (heute: Berufliches Gymnasium).
Die Armen Schulschwestern gaben im Jahr 1994 die Schulträgerschaft an die Stiftung Gymnasium und Berufskolleg Brede ab. Stiftungsvorsitzender war der Generalvikar des Erzbistums Paderborn.
Im Jahr 2011 erfolgte eine Umstrukturierung der Schule. Mit dem Namen Schulen der Brede nimmt die neue Bündelschule ihre Arbeit auf. Das Berufskolleg Brede und das Gymnasium Brede waren zwei eigenständige Schulen mit unterschiedlichen Bildungsangeboten. Diese Bildungsangebote blieben als eigenständige Bildungsgänge erhalten. Hinzu kam als dritter eigenständiger Bildungsgang die Realschule.
Folglich gibt es zwei eigene Abteilungen der Bündelschule (Gymnasium und Realschule), jedoch eine Schule mit einer Schulleitung, einer Schulkonferenz, einer Schulpflegschaft und einer Schülervertretung. Für das Schuljahr 2023/2024 ist das Gymnasium als Bündelungsgymnasium ausgewiesen.
Zum Schuljahr 2024/2025 wurde das Berufskolleg aufgelöst und ab da an besteht die Bündnisschule aus einem Gymnasium und einer Realschule.

## Europaprofil
Das Europaprofil ist ein weiterer Beitrag zur ganzheitlichen Bildung an den Schulen der Brede. Tragende Säulen bilden dabei das Fremdsprachenförderungskonzept und das Fahrtenangebot. Daneben ist die vertiefte Auseinandersetzung mit europarelevanten Themen im Fachunterricht aller Fächer in das gesamte Schulkonzept eingebunden.

### Fremdsprachenförderungskonzept
Die Schulen der Brede bieten seit dem Schuljahr 1999/00 einen bilingualen Zweig (englisch – deutsch) an. Die Schulen der Brede sehen in diesem Angebot zu einer Erweiterung der Sprachkompetenz einen weiteren Beitrag zu einer aktuellen und zukunftsorientierten Bildung.
Eine Gruppe von Schülern der Schulen der Brede hat darüber hinaus an einem zweijährigen internationalen Comenius-Projekt mitgearbeitet, an dem sich Schulen aus sieben europäischen Ländern (Spanien, Italien, Bulgarien, Griechenland, Ungarn, Rumänien und Deutschland) beteiligten.

### Schulpartnerschaften
Die Schulen der Brede unterhalten Partnerschaften mit England, Frankreich, Spanien, Schweden und Tschechien. Außerdem nehmen sie alljährlich kurz vor den Sommerferien italienische Schüler in die elfte Jahrgangsstufe auf.
Seit einigen Jahren führen die Schulen der Brede außerdem Austauschprogramme mit der Thetford Grammar School durch.
Seit dem Schuljahr 1993/94 gibt es eine weitere Partnerschaft der französischen Schüler des Collège St.-Joseph in Vallet und des Collège de la Maine in Aigrefeuille mit den Schülern der Schulen der Brede.
Seit dem Schuljahr 2005/06 können die Schüler des bilingualen Zweiges während der elften Jahrgangsstufe an einem deutsch-schwedischen Schüleraustausch teilnehmen. Partnerschule der Schulen der Brede ist das S:ta Ragnhildgymnasium in Södertälje.

### Diplome und Fremdsprachenzertifikate
Die Schulen der Brede bieten den Erwerb von Diplomen beziehungsweise Fremdsprachenzertifikaten an, welche sich nach dem gemeinsamen Europäischen Referenzrahmen richten und lebenslang gültig sind. Für das Gymnasium gilt das Angebot in den Fächern Französisch und Englisch und Spanisch und in der Realschule für Französisch.
Die Schüler der Schulen der Brede können am DELF-DALF-Programm teilnehmen. Darüber hinaus bietet das Gymnasium im Rahmen des Schulprojekts NRW die Vorbereitung und Teilnahme am Certificate in Advanced Englisch (CAE) an. Außerdem ist das Gymnasium CertiLingua-Schule. Damit ist es berichtigt, den Schülern des bilingualen Zweiges am Ende ihrer Schullaufbahn ein Excellence Label auszustellen, ein weiteres europaweit anerkanntes Zertifikat. Seit 2008 vergibt das Gymnasium Brede als eine der bundesweit ersten Schulen dieses Excellence Label. Die telc – Spanischprüfungen können an der Brede ebenfalls absolviert werden.

## Individuelle Förderung
Für die Schulen der Brede ist der Blick auf den Einzelnen schon in der langen Tradition als Ordensschule der Armen Schulschwestern von Unserer Lieben Frau begründet. So besagt die Lebensregel der Armen Schulschwestern, die das erzieherische Handeln an der Brede prägt:
„Für uns bedeutet Erziehung, die Menschen hinzuführen zu voller Entfaltung als Geschöpf und Abbild Gottes, und sie zu befähigen, ihre Gaben einzusetzen, um die Erde menschenwürdig zu gestalten. Wie Mutter Theresia erziehen wir in der Überzeugung, dass durch die Änderung der Menschen die Welt verwandelt werden kann.“

### Förderung besonders begabter Schüler
Für die Förderung der begabten und leistungsstarken Schüler bieten die Schulen der Brede sowohl die Möglichkeit der Schulzeitverkürzung als auch vielfältige Zusatzangebote.
Seit dem Schuljahr 2006/07 bieten die Schulen der Brede einigen Schülern an, im Rahmen eines Drehtürprojekts selbstständig Projekte zu erarbeiten.
Darüber hinaus könne an den Schulen der Brede zwei Fremdsprachen parallel erlernt werden. Dabei wird Lernenden ab der sechsten Jahrgangsstufe ermöglicht, gleichzeitig sowohl Latein als auch Französisch zu erlernen.
Einmal im Jahr wird in Kooperation mit dem Bildungshaus Die Hegge das Eltern-Kind-Wochenende angeboten. Ein Workshop, in dem die Schüler ihr eigenes Potenzial erkennen können.
Die Schulen der Brede sind außerdem kooperierende Schule der Oberstufenakademie OASE der Abtei Königsmünster Meschede. Diese Bildungsmöglichkeit konzentriert sich im Wesentlichen auf die Weiterentwicklung der Persönlichkeit der Schüler.

## Besondere Angebote

### Schulseelsorge
Das Angebot der Schulseelsorge beinhaltet an den Schulen der Brede folgende Aspekte:
- Orientierung und kritische Auseinandersetzung mit dem Glauben im Religionsunterricht bis zum Abschlussjahrgang
- Tägliche Morgenimpulse und regelmäßig stattfindende Jahrgangsgottesdienste
- Meditationen und Zeiten der Stille
- Tage der religiösen Orientierung
- Vorbereitung zur und Teilnahme an der Bistumswallfahrt
- Besuch der Gottesdiensträume anderer Konfessionen und Religionen
- Regelmäßige Beichtangebote
- Teilnahme an verschiedenen Misereor- oder Adveniat-Projekten

### Schulsanitätsdienst
Der Schulsanitätsdienst übernimmt an den Schulen der Brede die Erstversorgung von Schülerinnen und Schülern bei Verletzungen, Erkrankungen und Vergiftungen. Er wurde am 25. Februar 2009 gegründet und besteht (Stand: Juni 2018) aus 49 Schulsanitäterinnen und Schulsanitätern.
Bevor die Schülerinnen und Schüler eigenständig Notfalleinsätze betreuen, durchlaufen sie eine Ausbildung über 40 Unterrichtseinheiten à 45 Minuten. Darüber hinaus treffen sich die Helferinnen und Helfer in regelmäßigen Abständen zu Fortbildungen und Übungsabenden.
Die Schulen der Brede besitzen seit 2010 als erste Schule des Kreises Höxter einen Defibrillator (AED). Seit 2014 besitzt die Schule einen zweiten Defibrillator. Dieser befindet sich in der Turnhalle.
Die Schülerinnen und Schüler werden im Auftrag des Malteser Hilfsdienstes e. V. durch einen Arzt unterstützt. Neben mehreren lokalen Preisen belegte der Schulsanitätsdienst der Schulen der Brede Brakel am 22. bis 24. September 2017 den dritten Platz beim Bundeswettbewerb der Schulsanitätsdienste des Malteser Hilfsdienstes.